# Marino Defendi
Marino Giovanni Defendi (Bergamo, 19 agosto 1985) è un allenatore di calcio ed ex calciatore italiano, di ruolo difensore o centrocampista, attuale tecnico della Narnese.

## Carriera

### Giocatore

#### Club
Iniziò a giocare a calcio nelle giovanili dell'Atalanta per poi esordire in Serie A il 20 febbraio 2005 in Atalanta-Bologna (2-0), subentrando al 90' al posto di Makinwa. 
Il 31 gennaio 2008 passò quindi in prestito al Chievo, in Serie B ed il 9 luglio 2009 si trasferì con la formula del prestito con diritto di riscatto della comproprietà al Lecce, sempre in Serie B. A fine stagione non venne riscattato dalla società salentina (malgrado la vittoria del campionato e la promozione in Serie A) e tornò quindi a Bergamo.
Il 2 gennaio 2011 passò in prestito al Grosseto, in Serie B mentre il 26 luglio 2011 firmò un triennale con il Bari, nell'ambito dell'operazione che portò Andrea Masiello a trasferirsi in comproprietà all'Atalanta. 
Il 23 agosto 2016 lasciò il Bari (di cui è stato capitano durante la squalifica di Francesco Caputo, dovuta al calcioscommesse) trasferendosi a titolo definitivo alla Ternana, con un accordo valido fino al 2019. 
Il 14 aprile 2018, in occasione della partita di campionato disputata contro il Novara (vinta 0-3 dagli umbri), raggiunse le 300 presenze in Serie B e, il  3 settembre 2022, le 200 presenze in rossoverde.
Il 18 luglio 2023, dopo 7 anni, lasciò la Ternana per essere ingaggiato, dal  30 agosto dello stesso anno dalla Narnese in Eccellenza Umbria, dove disputò la sua ultima stagione da calciatore.
In carriera ha totalizzato complessivamente 43 presenze in massima serie (tutte con la maglia dell'Atalanta), realizzando una rete (nel pareggio interno per 1-1 con il Parma nella stagione 2006-07) e 357 presenze e 22 reti in Serie B.

#### Nazionale
Dopo aver preso parte ai Mondiali Under-20 2005, disputati nei Paesi Bassi, nel 2006 venne convocato dal CT Claudio Gentile nella nazionale Under-21, con cui prese parte agli Europei Under-21 in Portogallo.

### Allenatore
Il 23 giugno 2024 la Narnese comunica di averlo ingaggiato come nuovo allenatore e responsabile tecnico della prima squadra che disputerà il campionato di Eccellenza Umbria 2024-2025.

## Statistiche

### Presenze e reti nei club
| Stagione        | Squadra         | Campionato      | Campionato | Campionato | Coppe nazionali | Coppe nazionali | Coppe nazionali | Coppe continentali | Coppe continentali | Coppe continentali | Altre coppe | Altre coppe | Altre coppe | Totale | Totale |
| Stagione        | Squadra         | Comp            | Pres       | Reti       | Comp            | Pres            | Reti            | Comp               | Pres               | Reti               | Comp        | Pres        | Reti        | Pres   | Reti   |
| --------------- | --------------- | --------------- | ---------- | ---------- | --------------- | --------------- | --------------- | ------------------ | ------------------ | ------------------ | ----------- | ----------- | ----------- | ------ | ------ |
| 2004-2005       | Atalanta        | A               | 1          | 0          | CI              | 0               | 0               | -                  | -                  | -                  | -           | -           | -           | 1      | 0      |
| 2005-2006       | Atalanta        | B               | 31         | 4          | CI              | 4               | 1               | -                  | -                  | -                  | -           | -           | -           | 35     | 5      |
| 2006-2007       | Atalanta        | A               | 17         | 1          | CI              | 2               | 0               | -                  | -                  | -                  | -           | -           | -           | 19     | 1      |
| 2007-gen. 2008  | Atalanta        | A               | 6          | 0          | CI              | 1               | 0               | -                  | -                  | -                  | -           | -           | -           | 7      | 0      |
| gen.-giu. 2008  | Chievo          | B               | 4          | 0          | CI              | -               | -               | -                  | -                  | -                  | -           | -           | -           | 4      | 0      |
| 2008-2009       | Atalanta        | A               | 19         | 0          | CI              | 1               | 0               | -                  | -                  | -                  | -           | -           | -           | 20     | 0      |
| 2009-2010       | Lecce           | B               | 26         | 3          | CI              | 2               | 1               | -                  | -                  | -                  | -           | -           | -           | 28     | 4      |
| 2010-gen. 2011  | Atalanta        | B               | 0          | 0          | CI              | 1               | 0               | -                  | -                  | -                  | -           | -           | -           | 1      | 0      |
| Totale Atalanta | Totale Atalanta | Totale Atalanta | 74         | 5          |                 | 9               | 1               |                    | -                  | -                  |             | -           | -           | 83     | 6      |
| gen.-giu. 2011  | Grosseto        | B               | 18         | 1          | CI              | -               | -               | -                  | -                  | -                  | -           | -           | -           | 18     | 1      |
| 2011-2012       | Bari            | B               | 26         | 0          | CI              | 1               | 0               | -                  | -                  | -                  | -           | -           | -           | 27     | 0      |
| 2012-2013       | Bari            | B               | 35         | 2          | CI              | 1               | 0               | -                  | -                  | -                  | -           | -           | -           | 36     | 2      |
| 2013-2014       | Bari            | B               | 36+3       | 5          | CI              | 2               | 0               | -                  | -                  | -                  | -           | -           | -           | 41     | 5      |
| 2014-2015       | Bari            | B               | 32         | 0          | CI              | 1               | 0               | -                  | -                  | -                  | -           | -           | -           | 33     | 0      |
| 2015-2016       | Bari            | B               | 30+1       | 2          | CI              | 1               | 1               | -                  | -                  | -                  | -           | -           | -           | 32     | 3      |
| ago. 2016       | Bari            | B               | 0          | 0          | CI              | 2               | 0               | -                  | -                  | -                  | -           | -           | -           | 2      | 0      |
| Totale Bari     | Totale Bari     | Totale Bari     | 159+4      | 9          |                 | 8               | 1               |                    | -                  | -                  |             | -           | -           | 171    | 10     |
| ago. 2016-2017  | Ternana         | B               | 31         | 1          | CI              | -               | -               | -                  | -                  | -                  | -           | -           | -           | 31     | 1      |
| 2017-2018       | Ternana         | B               | 38         | 2          | CI              | 1               | 0               | -                  | -                  | -                  | -           | -           | -           | 39     | 2      |
| 2018-2019       | Ternana         | C               | 30         | 3          | CI+CI-C         | 3+1             | 1+0             | -                  | -                  | -                  | -           | -           | -           | 34     | 4      |
| 2019-2020       | Ternana         | C               | 18+4       | 0          | CI-C            | 6               | 0               | -                  | -                  | -                  | -           | -           | -           | 28     | 0      |
| 2020-2021       | Ternana         | C               | 31         | 3          | CI              | 0               | 0               | -                  | -                  | -                  | SC          | 2           | 0           | 33     | 3      |
| 2021-2022       | Ternana         | B               | 30         | 2          | CI              | 2               | 0               | -                  | -                  | -                  | -           | -           | -           | 32     | 2      |
| 2022-2023       | Ternana         | B               | 20         | 0          | CI              | 1               | 0               | -                  | -                  | -                  | -           | -           | -           | 21     | 0      |
| Totale Ternana  | Totale Ternana  | Totale Ternana  | 198+4      | 11         |                 | 14              | 1               |                    | -                  | -                  |             | 2           | 0           | 218    | 12     |
| 2023-2024       | Narnese         | Ecc.            | 22         | 1          |                 |                 |                 | -                  | -                  | -                  | CI-DU       | 2           | 0           | 22     | 1      |
| Totale carriera | Totale carriera | Totale carriera | 501+8      | 30         |                 | 33              | 4               |                    | -                  | -                  |             | 4           | 0           | 546    | 34     |

## Palmarès

### Club

#### Competizioni giovanili
- Campionato Allievi Nazionali: 1

Atalanta: 2001-2002

#### Competizioni nazionali
- Campionato italiano di Serie B: 3

Atalanta: 2005-2006
Chievo: 2007-2008
Lecce: 2009-2010
- Serie C: 1

Ternana: 2020-2021 (Girone C)
- Supercoppa di Serie C: 1

Ternana: 2021

## Filmografia
- 2015 - Una meravigliosa stagione fallimentare